# Jorge Amado Nunes
Jorge Amado Nunes Infrán (Berazategui, 1961. október 18. – ) paraguayi válogatott labdarúgó. 

## Pályafutása

### Klubcsapatban
1980 és 1986 között a Cerro Porteño játékosa volt. 1985 és 1986 között Kolumbiában a Deportivo Caliban játszott. Az 1986–87-es szezont Spanyolországban a Elche csapatában töltötte. 1987 és 1989 között az argentin Vélez Sarsfield labdarúgója volt. 1989 és 1992 között ismét a Deportivo Calit erősítette. 1992 és 1993 között a Club Libertad, 1993 és 1995 között a perui Universitario játékosa volt.

### A válogatottban
1985 és 1993 között 30 alkalommal szerepelt a paraguayi válogatottban és 1 gólt szerzett. Részt vett az 1986-os világbajnokságon, ahol a paraguayiak összes mérkőzésén kezdőként lépett pályára. Részt vett az 1987-es és az 1993-as Copa Américán is.

## Sikerei, díjai
Universitario de Deportes
- Perui bajnok (1): 1993